# The Contours
The Contours sono un gruppo musicale statunitense di musica soul, doo wop e rhythm and blues con base a Detroit, nel Michigan.

## Storia
Scritturato dalla Motown Records il gruppo è stato nel 1962 in vetta nella classifica Billboard Hot 100 con il brano Do You Love Me (Now That I Can Dance), il cui singolo è stato venduto in un milione di copie.
A fondarlo nel 1959 erano stati Joe Billingslea, Billy Gordon, Billy Hoggs e Billy Rollins che chiamarono inizialmente la band The Blenders. A questi si aggiunsero presto Leroy Fair (in luogo di Billy Rollins) e il cantante basso Hubert Johnson. Con l'avvento poi di Huey Davis il gruppo - divenuto un sestetto - cambiò il nome in The Contours.
Nell'autunno del 1960 il gruppo fece un'audizione per Berry Gordy della Motown Records che, dopo un primo rifiuto, li pose poi sotto contratto per un primo periodo di sette anni.
La musica del gruppo - che collaborò spesso con Marvin Gaye e Smokey Robinson - è stata inserita nella colonna sonora-tributo del film musicale Dirty Dancing - Balli proibiti.

## Componenti
Come Joe Billingslea and The Contours (con l'asterisco sono indicati i musicisti fondatori):
- Joe Billingslea *
- Al Chisholm
- Charles Davis
- Gary Grier
- Odell Jones

Come The Contours con Sylvester Potts:
- Sylvester Potts
- Kim Green
- Darrell Nunlee
- Tony Womack

Componenti dei The Contours del passato:
- Billy Gordon *
- Billy Hoggs *
- Billy Rollins*
- Hubert Johnson *
- Huey Davis *
- Leroy Fair *
- Council Gay
- Jerry Green
- Alvin English
- Joe Stubbs
- Dennis Edwards
- Arthur Hinson
- Martin Upshire
- C. Autry Hatcher

## Discografia

### Album
- Do You Love Me (Now That I Can Dance) (Gordy, 1962)
- Flashback (Motorcity Records, 1990)
- The Very Best (Hot Productions, 1995)
- The Very Best of the Contours [Original Recording Remastered] (Motown, 1999)
- Essential Collection (Spectrum, 2000)
- A New Direction (Orchard, 2000)
- 20th Century Masters: Millennium Collection (Universal, 2003)
- Live II (Middle Earth, 2003)

### Singoli
- 1961: Whole Lotta Woman
- 1961: The Stretch
- 1962: Do You Love Me (#3 US, #1 R&B)
- 1963: Shake Sherry (#43 US, #21 R&B)
- 1964: Can You Do It (#41 US, #16 R&B)
- 1964: Can You Jerk Like Me (#47 US, #15 R&B)
- 1965: The Day When She Needed Me (lato B di Can You Jerk Like Me, #37 R&B)
- 1965: First I Look at the Purse (#57 US, #12 R&B)
- 1966: Just a Little Misunderstanding (#85 US, #18 R&B)
- 1967: It's So Hard Being a Loser (#79 US, #35 R&B)
- 1989: Face Up to the Fact
- 1992: Running in Circles